# Sol-gel

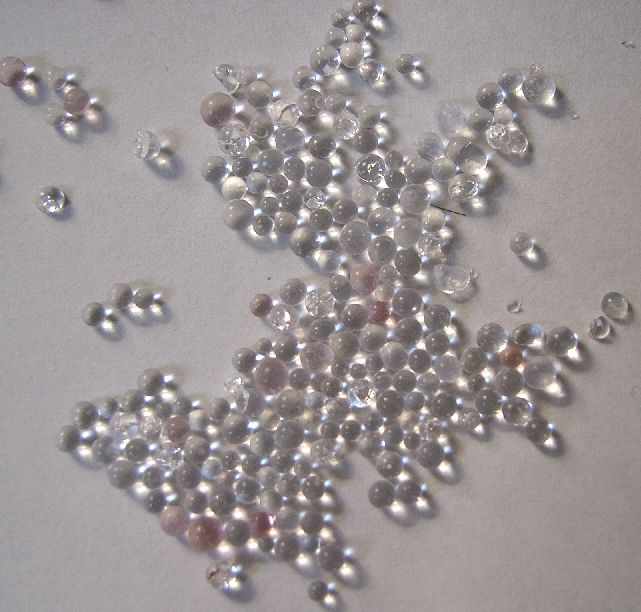
Géis coloidais resultam da agregação linear de partículas primárias pela alteração apropriada das condições físico-químicas da suspensão.

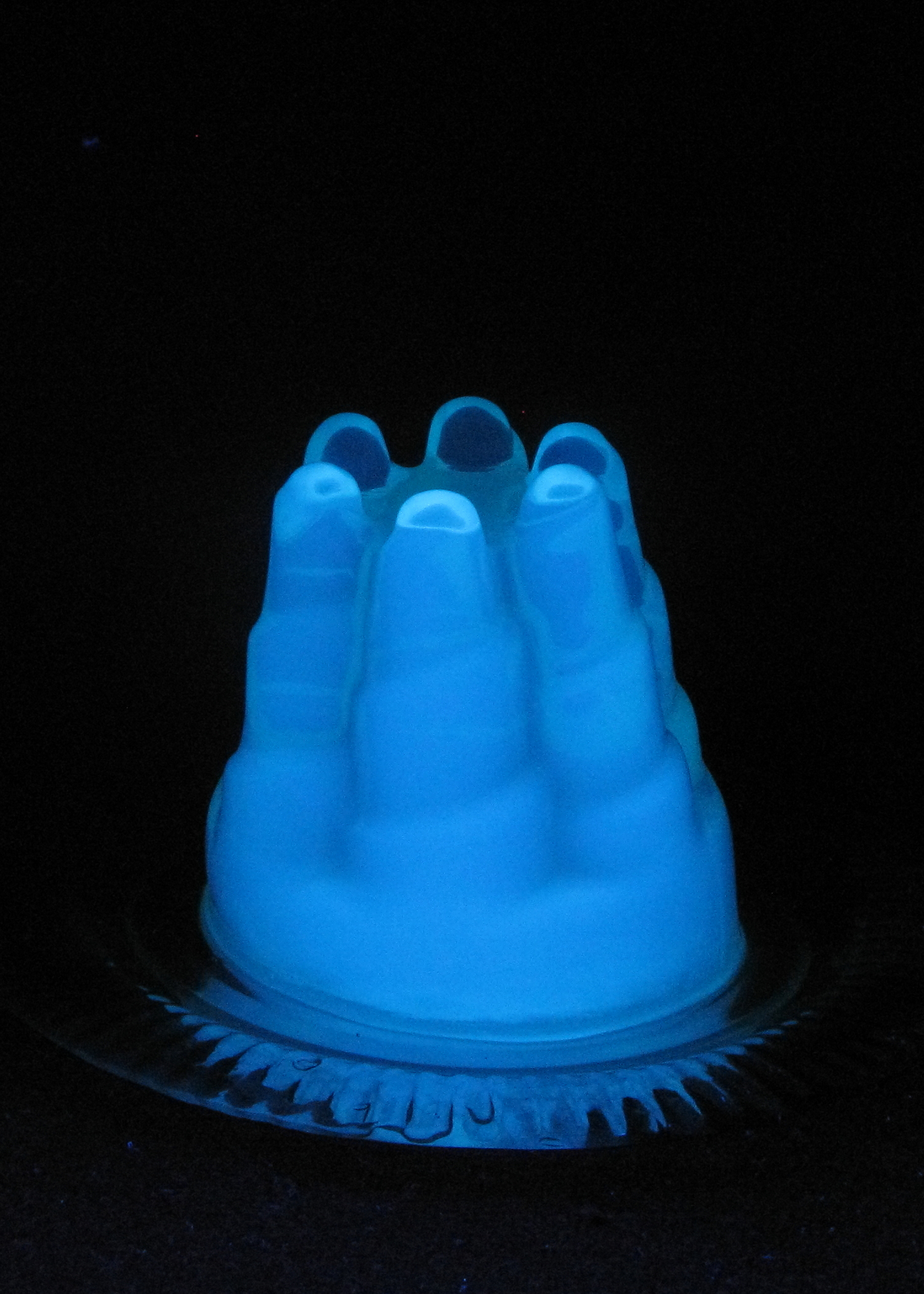
A gelatinização ocorre pela interação entre as longas cadeias poliméricas lineares.

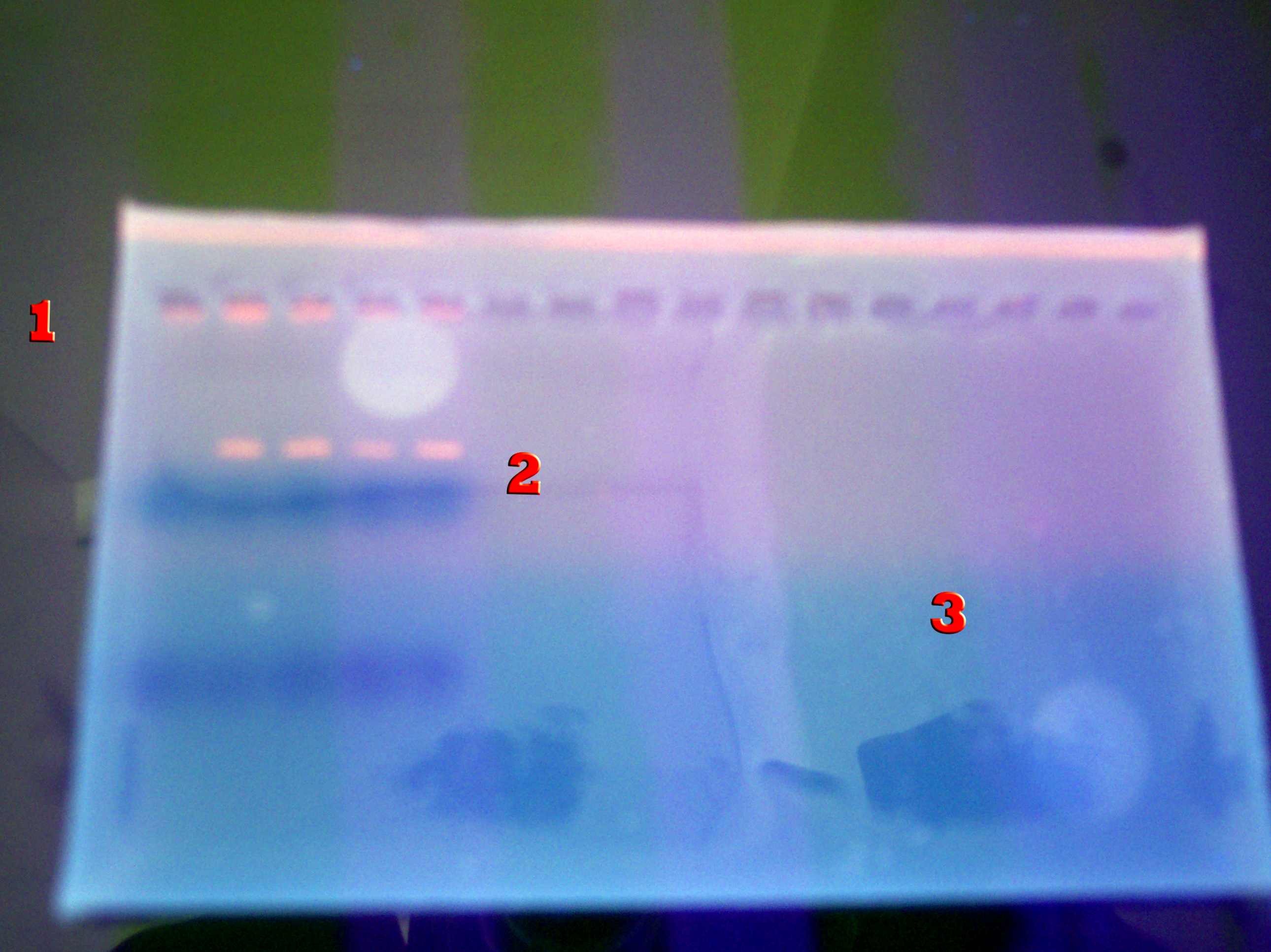
Gel de agarose sobre lâmpada ultravioleta pode ser usado para estudar o DNA.

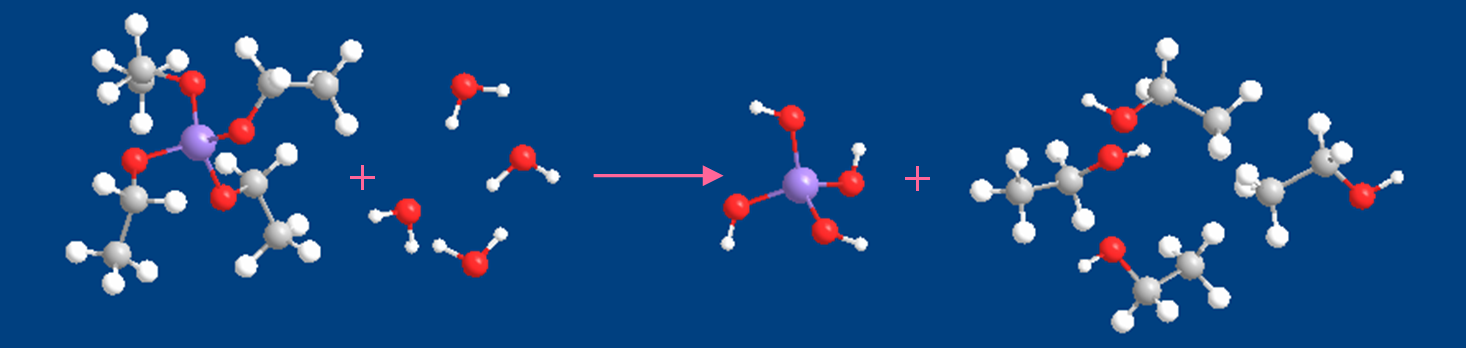
Exemplo de hidrólise sol-gel. Em roxo silício, em vermelho oxigênio, em branco hidrogênio.

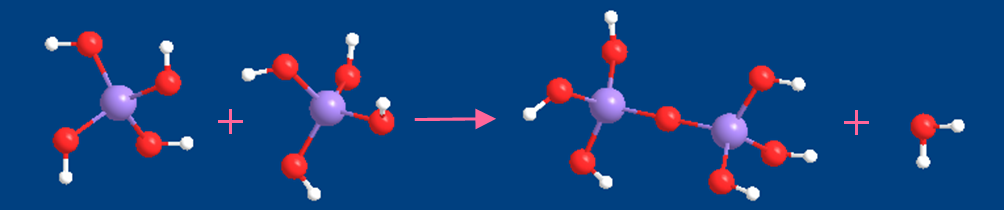
Exemplo de condensação de um silanol.

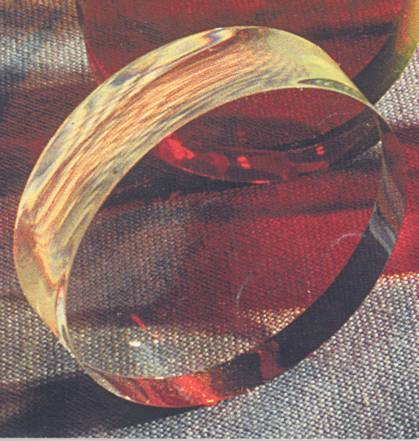
Ao final do processo, a secagem do gel permite a formação de um xerogel (gel seco).

Processo Sol-gel ou pectização refere-se a qualquer rota de síntese de materiais onde num determinado
momento ocorre uma transição do sistema sol para um sistema gel. É uma técnica amplamente utilizada síntese de materiais para obtenção de materiais inorgânicos ou híbridos orgânico-inorgânicos. As reações de hidrólise e condensação do precursor permitem a formação de partículas de tamanho coloidal (sol) e posterior formação da rede tridimensional (gel)
São utilizados principalmente para a fabricação de materiais (geralmente óxidos de metal). A solução coloidal (sol) funciona como o precursor para uma rede integrada (gel) de partículas discretas ou de polímeros de rede. Precursores típicos são alcóxidos de metais e sais de metais (tais como cloretos, nitratos e acetatos), que são submetidas a várias formas de reações de hidrólise e de policondensação.

## Vantagens
As grandes vantagens deste processo são seu custo reduzido em relação a processos convencionais (no caso de matrizes vítreas) e possibilidade de produção de novos materiais como :
- Concentradores de luminescências solares;
- Sensores bio-químicos;
- Lasers sólidos ajustáveis na faixa do espectro visível;
- Materiais para a óptica linear e não-linear;

## Sol e Gel
Sol é uma dispersão de partículas coloidais (dimensão entre 1 e 100 nm) estável em um fluido, enquanto gel é um sistema formado pela estrutura rígida de partículas coloidais (gel coloidal) ou de cadeias poliméricas (gel polimérico) que imobiliza a fase líquida nos seus interstícios.

## Classificação
O processo de sol-gel pode ser classificado dependendo da natureza do precursor inorgânico utilizado:
- Sais (cloretos, nitratos, sulfetos, etc.) e ;
- Alcóxidos.

## Polimerização
A reação de polimerização sol-gel pode ser dividida em duas etapas básicas:
- Hidrólise do grupo alcóxido com a formação de grupos reativos do tipo silanol. Exemplo:

Si(OR)4 + 3H2O -> Si(OR)(OH)3 + 3ROH
- Condensação do grupo silanol, a qual leva inicialmente à formação do sol e, eventualmente, ao gel. Exemplo:

=Si-OH + HO-Si= -> =Si-O-Si= + H2O
ou
=Si-OR + HO-Si= -> =Si-O-Si= + ROH

## Fabricação de materiais sensores
O processo de sol-gel pode ser usado para produzir materiais sensores facilmente analisáveis. São de fácil
fabricação, possuem projeto de síntese flexível e suas enzimas ocluídas na matriz de sol-gel mantem sua respectiva atividade catalítica.

## Filmes finos de óxidos metálicos
O processo sol-gel permite a fabricação de filmes finos de óxidos de metais de transição sobre diferentes tipos de substratos e facilitam o estudo de propriedades eletroquímicas e suas potencialidades de aplicação. Óxidos de zircônio e titânio tem sido muito estudados. Eletrodos de grandes dimensões podem ser fabricados usando-se a técnica de “dip-coating”, como por exemplo na produção de janelas eletrocrômicas.

## Híbridos orgânicos-inorgânicos
Materiais híbridos oferecem a oportunidade de combinar de forma sinérgica as propriedades físico-químicas inerentes de seus constituintes e permitem obter novas propriedades resultantes da combinação de seus componentes, devido ao tamanho reduzido dos domínios que os compõem.
Esse nível altamente reduzido de dispersão é obtido pela formação de uma rede polimérica inorgânica por reações de gelificação a baixas temperaturas para transição de líquidos em sólidos. Os reagentes precursores desses componentes orgânico-inorgânico são geralmente alcóxidos de silício ou de metais como alumínio, titânio ou zircônio inicialmente dissolvidos em um líquido. No decorrer do processo, as reações de gelificação levam à formação de um estado sol, que se caracteriza por apresentar oligômeros que formarão cadeias de dimensões coloidais e partículas primárias dispersas. A evolução desse processo forma o estado gel que apresenta conectividade entre as unidades de dimensões coloidais, formando uma rede tridimensional, entrelaçada macroscopicamente observável.